# 关村炎帝庙
关村炎帝庙，位于山西省长治市潞州区老顶山镇关村。
2013年3月5日，关村炎帝庙公布为第七批全国重点文物保护单位。